# Roland Bervillé
Roland Bervillé, né le 7 février 1966 à Uzès (Gard), est un pilote automobile français.

## Biographie
Durant sa carrière, Roland Bervillé a piloté en Voiture de sport et en Grand tourisme. Il a ainsi fréquenté différents championnats tels que le championnat de France de Supertourisme, le championnat de France FFSA GT ainsi que la Porsche Carrera Cup France.
Sa carrière prend ensuite une tournure internationale avec le Championnat FIA des voitures de sport, le Championnat FIA GT et le Championnat d'Europe FIA GT3.
Il s'oriente ensuite vers l'endurance. Ainsi, il a participé au niveau national au championnat V de V. Néanmoins, il est principalement connu du fait de ses participations aux 24 Heures du Mans ainsi qu'à l’European Le Mans Series, l'American Le Mans Series et l'Asian Le Mans Series. Il a aussi concouru en Blancpain Endurance Series et aux 12 Heures de Sebring, avec une 9e place obtenue.

## Palmarès
- Vainqueur de la catégorie LMGT1 aux 24 Heures du Mans 2010.

## Résultats en compétition automobile

### Résultats en Porsche Mobil 1 SUPERCUP
| Année | Équipe            | Voiture                           | Classement           |
| ----- | ----------------- | --------------------------------- | -------------------- |
| 2017  | Pro GT By Almeras | Porsche 911 GT3 Cup (991 phase 2) | 1ere place Gentlemen |

### Résultats aux 24 Heures du Mans
| Année | Équipe                     | Voiture                  | Équipier             | Équipier         | Classement |
| ----- | -------------------------- | ------------------------ | -------------------- | ---------------- | ---------- |
| 2003  | T2M Motorsport             | Porsche 911 GT3 RS (996) | Vanina Ickx          | Patrick Bourdais | 27e        |
| 2004  | Panoz Motor Sports         | Panoz GTP                | Jean-Luc Blanchemain | Patrick Bourdais | Abd        |
| 2007  | Aston Martin Racing Larbre | Aston Martin DBR9        | Patrick Bornhauser   | Gregor Fisken    | 29e        |
| 2010  | Larbre Compétition         | Saleen S7-R              | Julien Canal         | Gabriele Gardel  | 13e        |

### Résultats aux 12 Heures de Sebring
| Année | Équipe             | Voiture   | Équipier             | Équipier           | Classement |
| ----- | ------------------ | --------- | -------------------- | ------------------ | ---------- |
| 2004  | Larbre Compétition | Panoz GTP | Jean-Luc Blanchemain | Christophe Bouchut | 9e         |